# Петеріс Петерсонс
Петеріс Петерсонс (латис. Pēteris Pētersons; 24 травня 1923 — 9 жовтня 1998) — латвійський театральний режисер, драматург, публіцист, перекладач та громадський діяч.

## Життєпис
Петеріс Петерсонс народився 24 травня 1923 в Булдурі, в сім'ї драматурга Юлія Петерсонса.
Навчався у Ризькому французькому ліцеї (до 1942), на акторських курсах Ризького драматичного театру (1943), на філологічному факультеті Латвійського державного університету. Закінчив режисерське відділення театрального факультету Латвійської державної консерваторії (1953). У 1964 відвідував заняття Георгія Товстоногова на кафедрі режисури Санкт-Петербурзького інституту театру, музики та кінематографії.
Був актором (1946), режисером (1953—1964) та головним режисером (1964—1971) Латвійського державного академічного художнього театру імені Я. Райніса, головою Ризького латвійського товариства (1993—1998). Депутат Ризької думи (1994 та 1997).
Почесний член Латвійської академії наук (1993), офіцер ордена Трьох зірок IV ступеня (1996).
Помер у Добелі 9 жовтня 1998. Похований на ризькому Лісовому цвинтарі.

## Творчість
Петеріс Петерсонс створив новий для латвійської сцени жанр — поетичний театр. Матеріалом для вистав поетичного театру Петерсонса були вірші латиських поетів Іманта Зієдоніса та Олександрса Чакса, а також Володимира Маяковського.
Основні постановки: Литовський державний академічний художній театр імені Я. Райніса — «Літо молодшого брата» Ґунарса Пріеде (1955), «Добра людина із Сезуана» Бертольта Брехта (1958), «Знімається кіно» Едварда Радзинського (1966), «Мотоцикл» за творами Іманта Зієдоніса, «Ідіот» за Ф. М. Достоєвським. Латвійський державний театр юного глядача — «Грай, музикант!» за творами Олександрса Чакса (1972), «Містерія про Людину» за творами В. Маяковського.
Перша літературна публікація Петеріса Петерсонса відбулася у 1947. Він є автором п'єс, що довгий час з незмінним успіхом ставилися у різних латвійських театрах, які йшли на сцені: «Тіні білих веж» (1959), «Мені тридцять років» (1962), «Мотоцикл» (1967) «Бастард» (1978), "Метеор "(1984), «Блискучий і темно-блакитний» (1987), «Жодного свого слова» (1996), «Фелікс і Феліція» (1998).
Перу Петеріса Петерсонса належать книжки «Мистецтво праці» (1978), «Драми як критерій» (1987), понад 200 публіцистичних праць, переклади п'єс Фрідріха Дюрренматта, Бернара-Марі Кольтеса та інших авторів.